# La tenda nera (film 1996)
La tenda nera è un film per la televisione del 1996 diretto dal regista Luciano Manuzzi. Prende direttamente spunto dall'omonimo racconto di Carlo Lucarelli del 1995, pubblicato nel volume Nero Italiano. 27 racconti metropolitani e ripubblicato ne Il lato sinistro del cuore del 2003.

## Trama
Dapprima un'anziana donna denuncia la scomparsa dei suoi gattini, poi il parroco del paese muore in circostanze misteriose perdendo la possibilità di rivelare qualcosa al capitano dei Carabinieri Fabio Leonardi.

## Produzione
Venne trasmesso in prima visione il 18 febbraio 1996 su Rai 2 venendo seguito da 6.259.000 spettatori.
Il film è stato girato per gli esterni nella città di Forlì